# Vittoria Aganoor

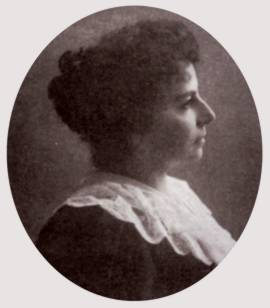
Vittoria Aganoor Pompilj

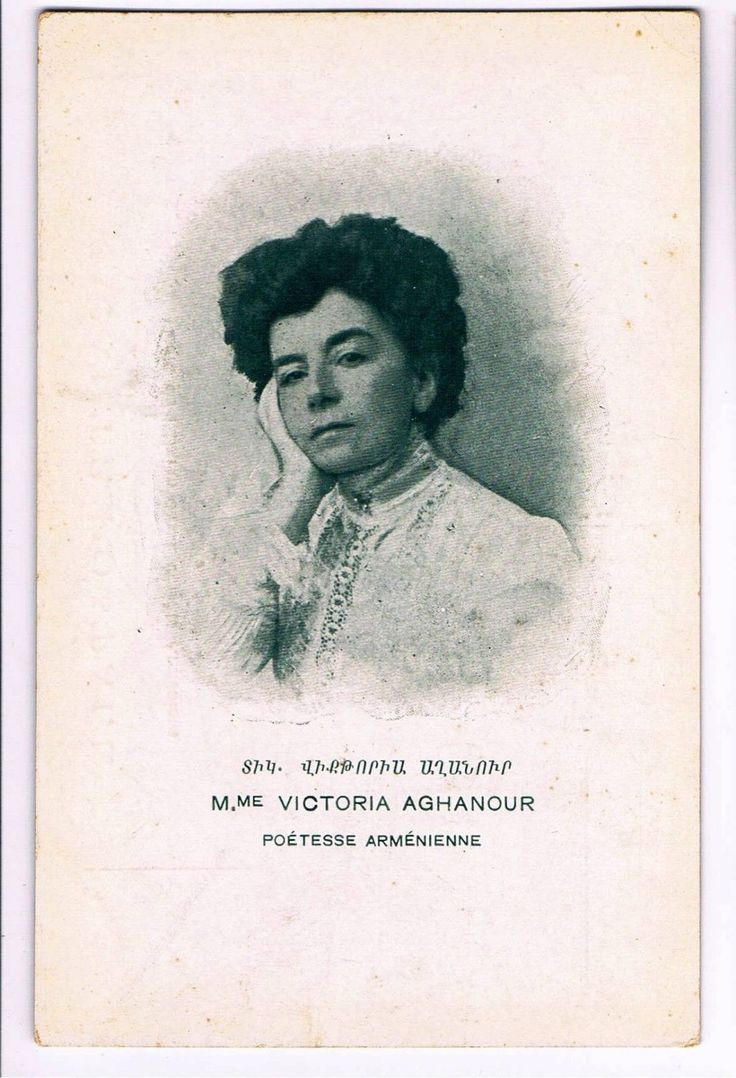
Victoria Aghanour

Vittoria Aganoor Pompilj (* 26. Mai 1855 in Padua; † 9. April 1910 in Rom) war eine italienische Poetin und Schriftstellerin armenischer Abstammung.

## Leben und Werk
Pompilj wurde in Padua als Tochter eines Grafen armenischer Herkunft Edoardo Aganoor (1822–1891) und der Mailänder Adligen Giuseppina Pacini geboren. Ihre Kindheit verbrachte sie in Padua und zog mit ihrer Familie nach Venedig. Bereits als junges Mädchen erhielt sie eine literarische Ausbildung von berühmten Lehrern wie dem bekannten Dichter Andrea Maffei und dem Abt Giacomo Zanella, der Dichter und Professor an der Universität Padua war und den sie etwa fünfzehn Jahre lang als Lehrer hatte. Nach dem Tod ihres Vaters zog sie um das Jahr 1890 wieder nach Venedig zurück. Sie war mit dem Lyriker Enrico Nencioni befreundet, der sie 1894 in ihrer Sommerresidenz in Basalghelle besuchte. Der Dichter Domenico Gnoli, mit dem sie seit 1898 einen intensiven Briefwechsel hatte, war bis zu ihrer Heirat mit ihr befreundet. Sie kümmerte sich viele Jahre um ihre Mutter und erst nach deren Tod 1899 nahm sie nach vielen Ablehnungen das Angebot des Mailänder Treves-Verlages an, ihre Gedichte zu veröffentlichen. An diesen hatte sie fünfzehn Jahre lang gearbeitet und der Band mit dem Titel Leggenda eterna wurde Anfang Mai 1900 veröffentlicht. Nach der Veröffentlichung des Buches erschien ihr Name in Literaturzeitschriften und einen Monat später wurde sie als „Königin“ in aristokratischen neapolitanischen Salons begrüßt.

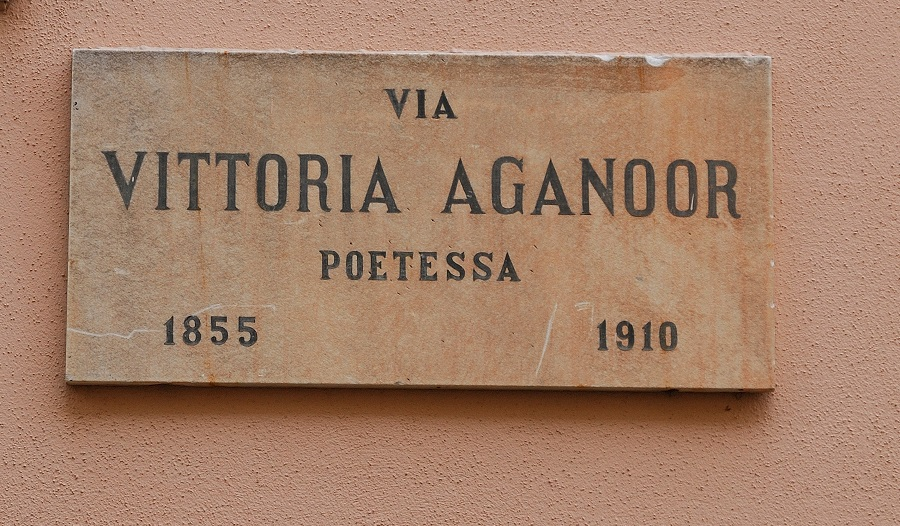
Via Vittoria Aganoor in Padua

 1901 heiratete sie in Neapel den Politiker Guido Pompilj und zog nach Perugia. 1903 erschien eine neue Ausgabe von Leggende eterne und 1908 veröffentlichte sie eine Sammlung mit dem Titel Nuove liriche. Sie starb an den Folgen einer Operation in einer Klinik in Rom und ihr Mann konnte die Idee, ohne sie zu leben, nicht ertragen und beendete sein Leben mit einem Pistolenschuss. Dieser Doppeltod löste in italienischen literarischen und politischen Kreisen sowohl Schock als auch Sympathie aus. Seit 1998 organisiert die Gemeinde Magione einen Literaturpreis, der Vittoria Aganoor gewidmet ist. Ihr zu Ehren sind Straßen unter anderem in den Gemeinden Arquà Petrarca, Padua, Assisi und Neapel nach ihr benannt.

### Werke
- 1892: I cavalli di San Marco. C. Ferrari, Venedig
- 1893: A mio padre. Versi. C. Ferrari, Venedig
- 1900: Leggenda eterna. Treves, Mailand
- 1908: Nuove Liriche. Nuova antologia, Rom
- 1927: Poesie complete. F. Le Monnier, Florenz
- 2007: Nuove liriche. Herausgegeben von John Butcher, Nuova S1, Bologna

### Briefe und Korrespondenz
- Biagia Marniti (Hrsg.): Lettere a Domenico Gnoli, 1898–1901. Sciascia Editore, Caltanissetta/Rom 1967.
- Adriana Chemello (Hrsg.): Lettere a Giacomo Zanella (1876–1888). Eidos, Mirano 1996.
- Brunone De Toffol (Hrsg.): Lettere scelte di Vittoria Aganoor ad Antonio Fogazzaro.  Comune, Biblioteca comunale, Mansue 2002.
- Lucia Ciani (Hrsg.): Aganoor, la brezza e il vento, corrispondenza di Vittoria Aganoor a Guido Pompilj. Nuova S1, Bologna 2004, ISBN 88-89262-01-X.
- Lucia Ciani (Hrsg.): Vittoria Aganoor,  Almerigo da Schio, lettere (1886–1909). Ribis, Campoformido 2005, ISBN 88-7445-024-9.

### Bibliographie
- 1921: Anna Alinovi: Vittoria Aganoor Pompili. F.lli Treves, Mailand.
- 1959: Franco Mancini: La poesia di Vittoria Aganoor. F. Le Monnier, Florenz.
- 1960: Antonio Russi: AGANOOR, Vittoria. In: Alberto M. Ghisalberti (Hrsg.): Dizionario Biografico degli Italiani (DBI). Band 1: Aaron–Albertucci. Istituto della Enciclopedia Italiana, Rom 1960.
- 1973: Maria Di Giovanna: La poesia di Vittoria Aganoor. In: Atti dell’Accademia di Scienze, Lettere ed Arti di Palermo, serie 4, Accademia di Scienze, Lettere ed Arti, Palermo.
- 1982: Natalia Costa-Zalessow:  Scrittrici italiane dal XII al XX secolo. Testi e critica. Longo, Ravenna.
- 2000: Giuseppe D’Angelo: Le strade di Castellammare di Stabia.
- 2003: Barbara Marola, Maria Teresa Munini, Rosa Regio, Barbara Ricci (Hrsg.): Fuori norma: scrittrici italiane del primo Novecento: Vittoria Aganoor, Paola Drigo, Rosa Rosà, Lina Pietravalle. L. Tufani, Ferrara, ISBN 88-86780-46-X
- 2004: Patrizia Zambon: Il filo del racconto. Studi di letteratura in prosa dell’Otto/Novecento. Edizioni dell’Orso, Alessandria.
- 2007: John Butcher: Una leggenda eterna. Vita e poesia di Vittoria Aganoor Pompilj. Nuova S1, Bologna.
- 2007: Giuseppe Centonze: Vittoria Aganoor a Castellammare. In: Cultura & Società, Rivista dell'Associazione “Cultura e Territorio”, Castellammare di Stabia, Anno I - N. 1.
- 2007: Rosa Pisano, Le lettere di Vittoria Aganoor a Salvatore Di Giacomo. In: AA.VV.: Salvatore Di Giacomo. Settant'anni dopo. herausgegeben von A. R. Pupino, Liguori, Neapel.
- 2010: Michele Chierico, Guido Pompilj (1854–1910) – L'uomo, il politico, le lettere, Perugia, Effe Fabrizio Fabbri Editore
- 2010: AA.VV.: Vittoria Aganoor e Guido Pompilj. Un romantico e tragico amore di primo Novecento sul Lago Trasimeno – Catalogo mostra documentaria per il centenario della morte. Soprintendenza ai Beni archivistici dell’Umbria e Comune di Magione, Perugia.